# Niillas Somby
Niillas Aslaksen Somby, född 4 december 1948, är en norsk-samisk aktivist, journalist och författare.
Niillas Somby är ett av fyra barn till Asllat Sombi (född 1913) och Karen Kristine Porsanger Somby (född 1920) och bror till juristen Ánde Somby. 
Han ingick i den grupp av åtta unga samer inom Samisk aksjonsgruppe som hungerstrejkade på Eidsvolls plass utanför Stortinget i Oslo i oktober 1979 i protest mot den planerade kraftverksdammen i Alta-älven. Efter Høyesteretts beslut om kraftverksbygget markerade han sitt missnöje genom att tillsammans med John-Reier Martinsen och en ej identifierad tredje person i mars 1982 försöka spränga en bro över Tverrelva. Därvid orsakade en avfyrning att Niillas Somby blev av med ena armen och ena ögat. Niillas Somby och John-Reier Martinsen häktades och åtalades, med risk för 21 års fängelse. Med hjälp av ett falskt pass rymde Somby efter fem månader i häkte och levde med sin familj gömd bland irokeser i Kanada. Efter att ha blivit utvisad från Kanada återvände han efter drygt två år. I Norge dömdes han för det mildare brottet "ødeleggelse av offentlig eiendom och olovlig förvararing av sprängmedel" till ett års fängelse, varav sju månader villkorligt. Eftersom han redan tillbringat fem månader i häkte, släpptes han fri. Radiodokumentären Svart hånd. Hvit snø. från 1996 i NRK behandlar denna historia.
Dokumentärfilmen Gi oss våre skjeletter tilbake av Paul-Anders Simma från 1999 skildrar Niillas Sombys ansträngningar att återbörda huvudena av förfadern Mons Somby och av Aslak Hætta från Oslo universitet.
Niillas Somby deltog med framträdanden i documenta 14 i Atén och Kassel i september 2018.